# Thury-Harcourt

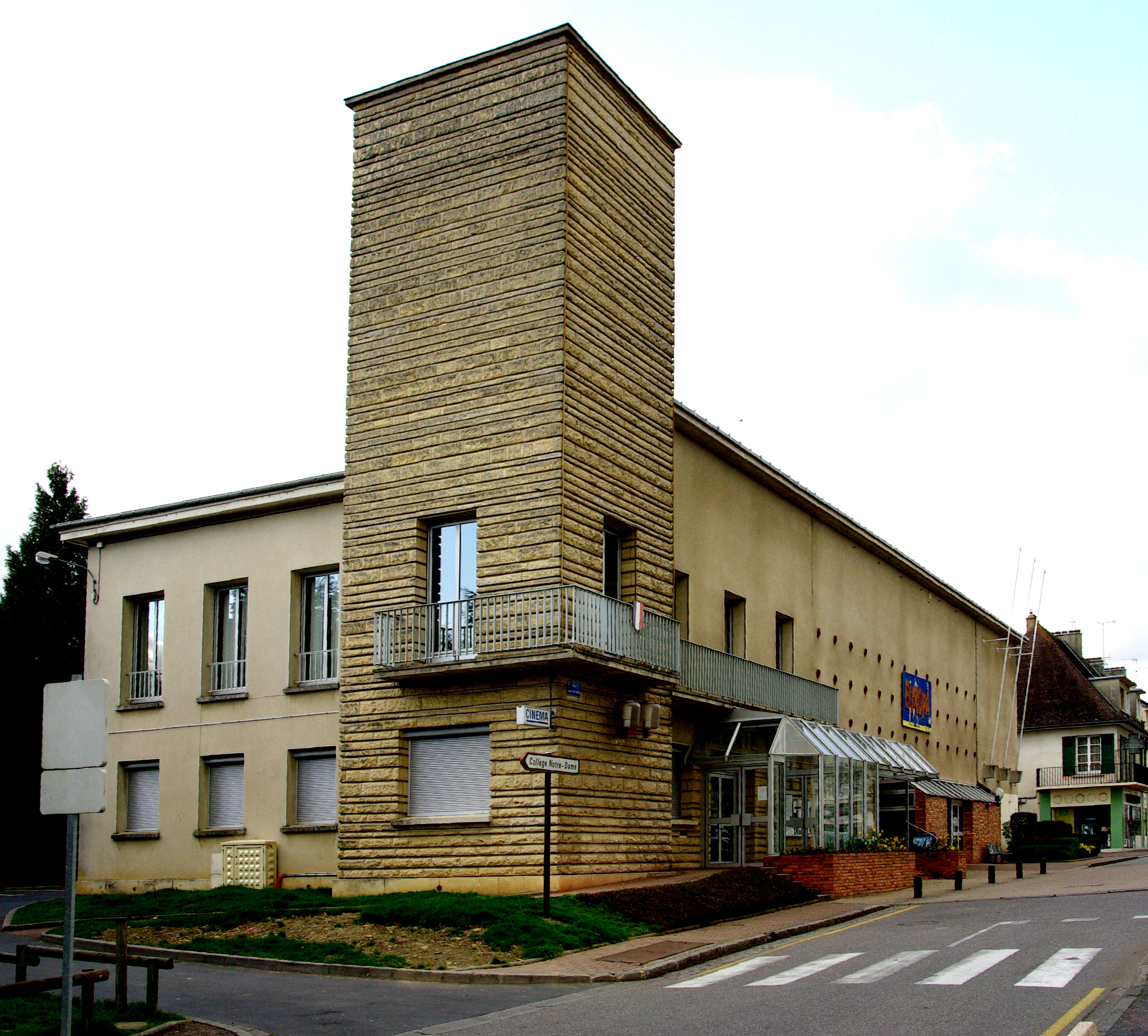
Mairie von Thury-Harcourt

Thury-Harcourt ist eine ehemalige französische Gemeinde im Département Calvados in der Region Normandie. Sie hatte zuletzt 2022 Einwohner (Stand 1. Januar 2013) und wurde zum 1. Januar 2016 zusammen mit vier Nachbargemeinden zur Gemeinde Thury-Harcourt-le-Hom fusioniert, deren Verwaltungssitz Thury-Harcourt seither ist.

## Geografie
Thury-Harcourt liegt etwa 23 Kilometer südsüdwestlich von Caen im Hügelland der Normannischen Schweiz an der Orne. Die Nachbargemeinden von Thury-Harcourt waren bis 2016 Curcy-sur-Orne im Norden und Nordwesten, Croisilles im Osten und Nordosten, Esson im Süden und Südosten sowie Saint-Martin-de-Sallen im Westen und Südwesten.
In der Nähe von Thury-Harcourt liegt der Roche d’Oëtre. Durch das ehemalige Gemeindegebiet führt die frühere Route nationale 162 (heutige D562).

## Geschichte
Seit 1338 ist die Herrschaft Harcourt als Grafschaft belegt. Neben der Grafschaft existierte ab 1709 das Herzogtum Harcourt, das eine Zusammenlegung der Marquisate La Mothe und Thury war.
Während der Schlacht um Caen im Sommer 1944 wurden die Bausubstanz in der Gemeinde am 30. Juni 1944 zu 71 % zerstört. Am 13. August 1944 wurde Thury-Harcourt durch britisch-kanadische Truppen von der deutschen Besatzung befreit. 35 Tote waren zu beklagen.
Zum 1. Januar 2016 fusionierten die Gemeinden Thury-Harcourt, Caumont-sur-Orne, Curcy-sur-Orne, Hamars und Saint-Martin-de-Sallen zur neuen Gemeinde Thury-Harcourt-le-Hom.

## Bevölkerungsentwicklung
| Jahr                              | 1793 | 1836 | 1876 | 1926 | 1946 | 1968 | 1990 | 2013 |
| Einwohner                         | 1077 | 991  | 1190 | 975  | 715  | 1190 | 1803 | 2022 |
| Quellen: Cassini, EHESS und INSEE |      |      |      |      |      |      |      |      |

## Sehenswürdigkeiten
- Romanische Kirche Saint-Sauveur aus dem 12. Jahrhundert
- Kirche Saint-Benin aus dem 13./14. Jahrhundert
- Reste des fürstlichen Schlosses von Harcourt mit Parkanlagen

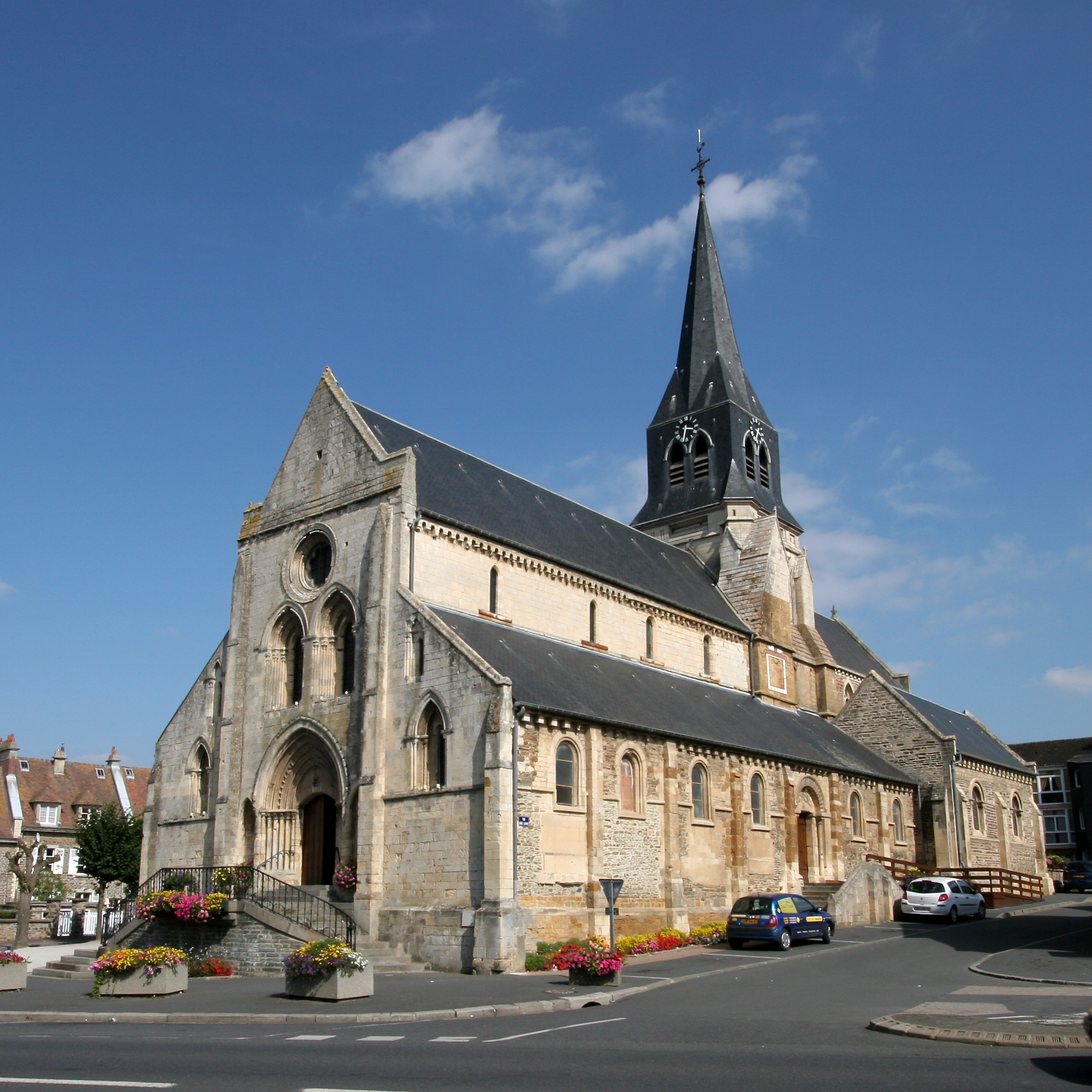
Kirche Saint-Sauveur
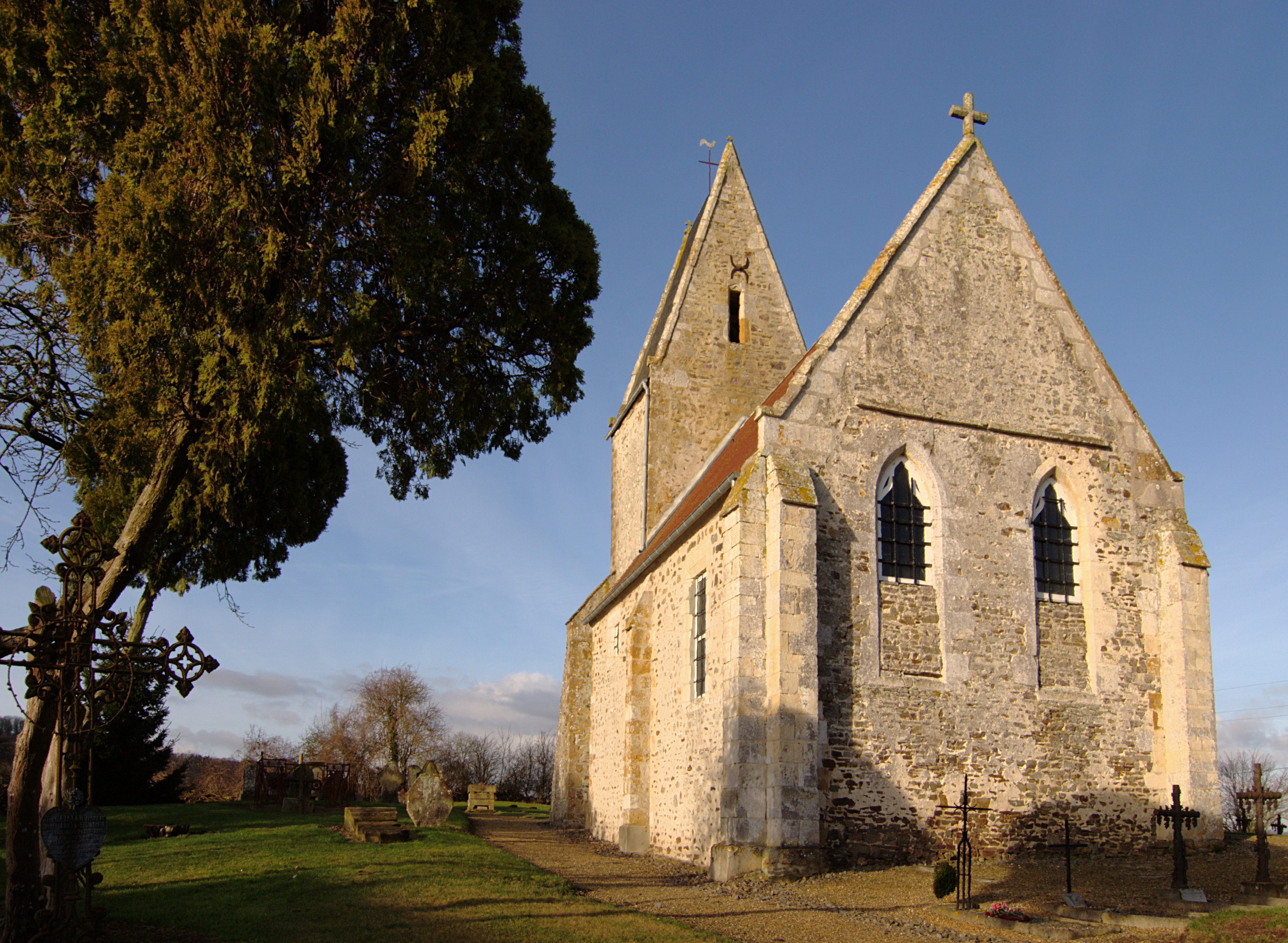
Kirche Saint-Benin
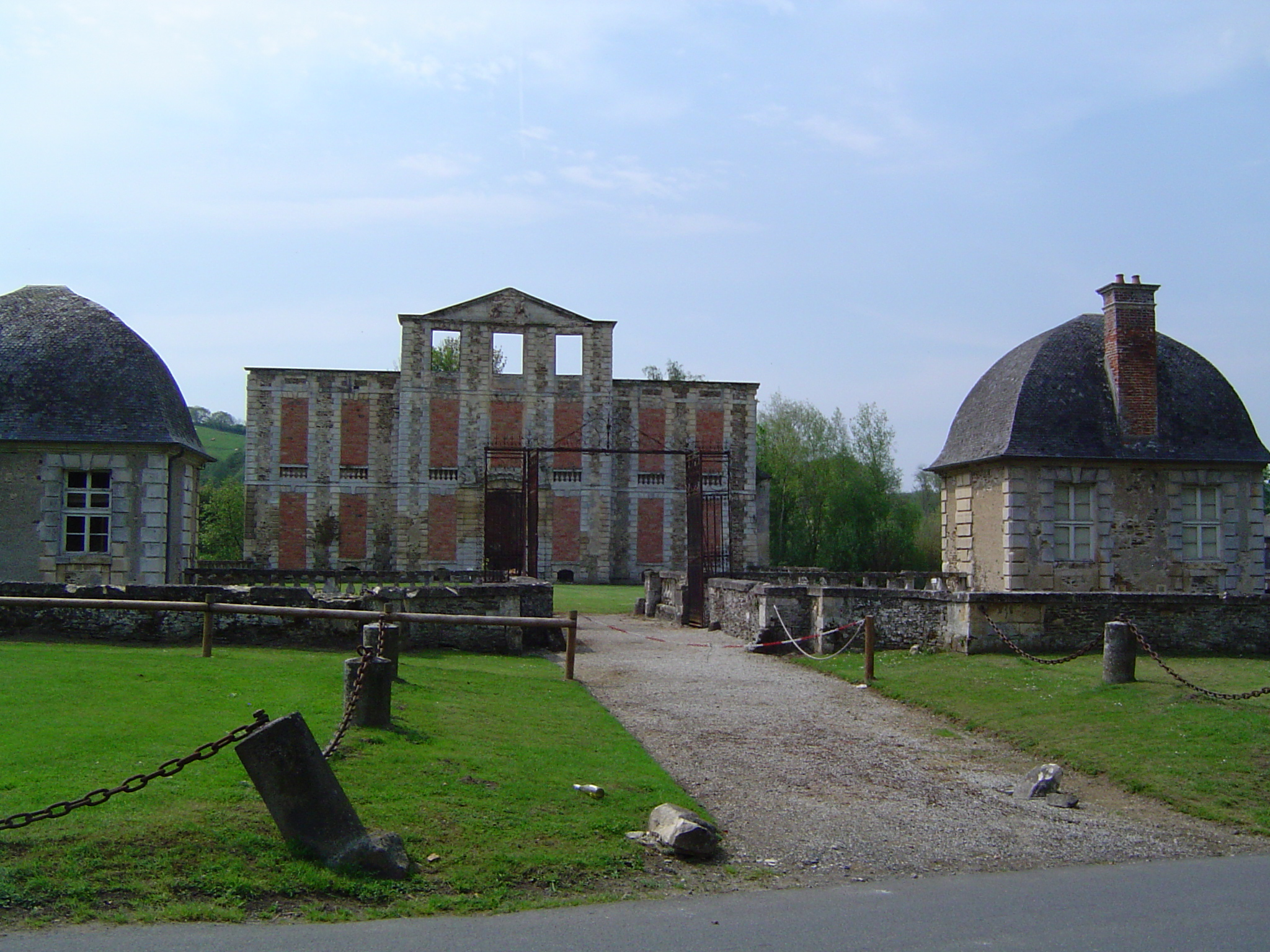
Schlossanlage von Harcourt mit Park

## Persönlichkeiten
- Pierre Gringore (1475–1539), Dichter
- Paul Héroult (1863–1914), Physiker